# Cal Montoia
Cal Montoia és una petita masia del poble de Suterranya, de l'antic terme del mateix nom, pertanyent actualment al municipi de Tremp.
Està situada a l'extrem sud de l'antic municipi de Suterranya, i sud-est de l'actual de Tremp, al costat sud de Casa l'Antintí i al de ponent de Casa Moliner, al camí de les Peçoles.